# Pogłos
Pogłos (rewerberacja) – zjawisko stopniowego zanikania energii dźwięku po ucichnięciu źródła, związane z występowaniem dużej liczby fal odbitych od powierzchni pomieszczenia. Ucho ludzkie odczuwa pogłos jako przedłużenie dźwięku. Pogłos jest określany ilościowo przez czas pogłosu, czyli liczbę sekund potrzebną na spadek poziomu ciśnienia akustycznego o 60 dB. Zjawiskiem odwrotnym (narastania dźwięku po włączeniu źródła) jest dogłos.
Zjawisko to można spotkać w życiu codziennym na klatkach schodowych, korytarzach, w pustych pomieszczeniach – wszędzie tam, gdzie występują duże powierzchnie dobrze odbijające dźwięk.

## Elementy składowe pogłosu

Rys. 1. Odpowiedź impulsowa pomieszczenia i jej części składowe.

Na rys. 1 został przedstawiony schematycznie zanik poziomu ciśnienia akustycznego w pomieszczeniu po pobudzeniu dźwiękiem impulsowym. Odpowiedź impulsowa pomieszczenia składa się z czterech części:
- dźwięk bezpośredni – to pierwszy dźwięk, docierający w linii prostej od źródła do słuchacza. Przyczynia się do wrażenia głośności i wyrazistości. Z badań prowadzonych przez Haasa[1] wynika, że o subiektywnym odczuciu kierunku dźwięku decyduje dźwięk bezpośredni i odbicia o opóźnieniu do 1 ms.
- początkowe opóźnienie (ang. Initial Time Delay Gap), oznaczane ITDG lub t1 – to różnica czasu między dotarciem do słuchacza dźwięku bezpośredniego i pierwszego odbicia. Od jego wartości zależy subiektywne wrażenie wielkości pomieszczenia. Z badań prowadzonych przez Beranka[2] wynika, że w najlepszych salach koncertowych t1 dla słuchacza siedzącego w środku sali wynosi od 15 do 30 milisekund. Wynika stąd, że droga przebyta przez falę odbitą powinna być od 5 do 10 metrów dłuższa niż droga przebyta przez falę bezpośrednią. Jeśli wartość t1 jest zbyt duża (od 50 do 70 milisekund), słuchacz będzie miał wrażenie przebywania w olbrzymiej przestrzeni. Odbicie docierające z opóźnieniem powyżej 100 ms zostanie odebrane jako echo.
- grupa wczesnych odbić – obejmuje dźwięki dochodzące do słuchacza w czasie do 80 ms od dotarcia dźwięku bezpośredniego. Haas[1] wykazał, że odbicia opóźnione o 20–50 ms dają wrażenie zwiększenia głośności dźwięku bezpośredniego. Dźwięki docierające z opóźnieniem do 40 ms zwiększają również poczucie intymności akustycznej. Aby uzyskać dużą pełnię brzmienia, wczesne odbicia powinny dochodzić z możliwie jak największej liczby kierunków.
- „ogon” pogłosowy – składa się z dużej liczby dźwięków wielokrotnie odbitych (według Cremera i Müllera[3] w ciągu sekundy do słuchacza dociera powyżej 2000 odbić). Odstępy między kolejnymi falami odbitymi są tak krótkie, że „ogon” pogłosowy ma charakter stopniowo zanikającego przedłużenia dźwięku bezpośredniego. Zależnie od współczynników pochłaniania powierzchni pomieszczenia, „ogon” pogłosowy zanika powoli lub gwałtownie, co przekłada się na czas pogłosu pomieszczenia.

## Czas pogłosu
Czas pogłosu definiuje się najczęściej jako czas spadku poziomu ciśnienia akustycznego po wyłączeniu źródła o 60 dB (czyli do 10−6 wartości początkowej). Tak zdefiniowany czas pogłosu oznacza się symbolem {\displaystyle T_{60}.} Czas pogłosu jest parametrem obiektywnym oceny akustycznej wnętrz, określającym ich chłonność akustyczną.
Czas pogłosu zależy od wielu czynników, m.in. od:
- wielkości i kształtu pomieszczenia,
- rodzaju i rozłożenia materiałów konstrukcyjnych,
- częstotliwości,
- położenia źródła dźwięku,
- wilgotności i temperatury.

Długość pogłosu decyduje o możliwości zastosowania pomieszczenia do różnych celów, nie daje jednak wiedzy o jakości dźwięku. Preferowane długości czasu pogłosu dla wybranych miejsc, to:
- sala koncertowa – 1,7–2,1 s (większe dla zespołów większych, mniejsze – dla mniejszych),
- opera – 1,3–1,6 s (ze względu na zrozumiałość mowy),
- studio nagraniowe – 0,5–1 s,
- studio do nagrań lektorskich – 0,3–0,5 s,
- reżyserka studia nagrań – 0,2–0,4 s.

Do teoretycznego wyliczania czasu pogłosu wykorzystuje się wzory empiryczne.

### Wzór Sabine’a
Model statystyczny zjawiska pogłosu stworzony przez Sabine’a opiera się na założeniu, że w pomieszczeniu istnieje izotropowe, stacjonarne pole akustyczne. Oznacza to, że do każdego punktu pomieszczenia docierają fale o przypadkowych fazach i jednakowych mocach, a kierunki padających fal są równomiernie rozłożone w pełnym kącie bryłowym oraz że te cechy pola nie ulegają zmianom w czasie.
Aby możliwe było pominięcie efektów związanych z zależnościami fazowymi, wymiary sali powinny być wystarczająco duże w porównaniu do długości fali. Wzór na częstotliwość rozdzielającą zakres występowania zjawisk statystycznych i falowych podał Schroeder:
{\displaystyle f_{S}=2000{\sqrt {\frac {T}{V}}},}
gdzie:
{\displaystyle T} – czas pogłosu pomieszczenia [s],
{\displaystyle V} – objętość pomieszczenia [m³].
Dla dużych sal koncertowych {\displaystyle f_{S}} przyjmuje wartości z przedziału 20–30 Hz, co oznacza, że rozkład maksimów fal stojących jest na tyle gęsty, że związki fazowe mogą zostać zaniedbane.
Według definicji podanej przez Sabine’a czas pogłosu jest to czas, po upłynięciu którego moc pola po wyłączeniu źródła stacjonarnego sygnału pomiarowego zmniejsza się o 60 dB. Czas pogłosu jest dany następującym wzorem:
{\displaystyle T_{60}={\frac {0{,}161\cdot V}{A}}={\frac {0{,}161\cdot V}{S\cdot \alpha _{sr}}},}
gdzie:
{\displaystyle 0{,}161} – współczynnik dobrany doświadczalnie, zależny od warunków propagacji (współczynnik ten może w zależności od źródeł przyjmować też wartości 0,162 lub 0,163; błąd ten wynika z konieczności konwersji wzoru wyjściowego na metryczny system miar),
{\displaystyle A} – całkowita chłonność akustyczna pomieszczenia wyznaczana ze wzoru: {\displaystyle A=\sum _{i}S_{i}\alpha _{i},} gdzie: {\displaystyle S_{i}} – powierzchnia i-tej płaszczyzny ograniczającej wnętrze, {\displaystyle \alpha _{i}} – współczynnik pochłaniania i-tej płaszczyzny,
{\displaystyle S} – całkowita powierzchnia pomieszczenia [m²],
{\displaystyle \alpha _{sr}} – średni współczynnik pochłaniania pomieszczenia.
W pomieszczeniach o objętości powyżej 1000 m³ i częstotliwości dźwięku powyżej 1000 Hz istotne znaczenie zaczyna odgrywać tłumienie dźwięku przez wolną przestrzeń. Zostało ono uwzględnione przez wprowadzenie współczynnika {\displaystyle 4m,} zależnego od wilgotności względnej i temperatury powietrza:
{\displaystyle T_{60}={\frac {0{,}161\cdot V}{A+4mV}},}
Joyce wykazał, że wzór Sabine’a daje wiarygodne wyniki w przypadku dużych pomieszczeń o małej i równomiernie rozłożonej chłonności akustycznej ({\displaystyle \alpha _{sr}} < 0,2).

### Wzór Eyringa
Stosowany dla silnie wytłumionych pomieszczeń o małym czasie pogłosu:
{\displaystyle T_{60}={\frac {0{,}16V}{-S\ln(1-\alpha _{sr})}},}
gdzie:
{\displaystyle S} – całkowita powierzchnia wnętrza,
{\displaystyle \alpha _{sr}} – średni współczynnik pochłaniania powierzchni wnętrza.

Zmodyfikowany wzór Eyringa stosowany w przypadku wnętrz o nietypowej wilgotności względnej i objętości większej od 1000 m³:
{\displaystyle T_{60}={\frac {0{,}16V}{-S\ln(1-\alpha _{sr})+4mV}},}
gdzie:
{\displaystyle m} – współczynnik zależny od wilgotności względnej i temperatury powietrza w pomieszczeniu oraz od częstotliwości.

### Wzór Millington-Sette’a
Stosowany dla wnętrz o nierównomiernym rozkładzie współczynnika chłonności akustycznej:
{\displaystyle T_{60}={\frac {0{,}16V}{-\sum _{i}S_{i}\ln(1-\alpha _{i})}}.}

## Metody wytwarzania pogłosu
- Komora pogłosowa (ang. chamber reverberator) – początkowo dla uzyskania efektu pogłosu wykorzystywano pomieszczenia o ścianach silnie odbijających fale akustyczne. Dźwięk źródłowy jest doprowadzany do komory za pomocą głośnika, gdzie ulega wielokrotnym odbiciom od ścian, a następnie jest rejestrowany za pomocą mikrofonu.
- Pogłos płytowy (ang. plate reverberator) – opracowany w latach 50. ubiegłego stulecia. Konstrukcja pogłosu opiera się na przetworniku elektromechanicznym, przymocowanym do dużej płyty metalu (blachy), umieszczonej w stalowej ramie. Przetwornik zamienia sygnał foniczny na drgania płyty (podobnie jak cewka w głośniku dynamicznym). Drgania płyty są odbierane przez przetwornik, który zamienia je na sygnał foniczny. W późniejszych modelach wprowadzono dwa przetworniki, dzięki czemu na wyjściu otrzymywano sygnał stereo. Czas pogłosu można regulować przy pomocy płatów filcu – ich zbliżanie do płyty skraca czas pogłosu, jednak tłumiki nigdy nie dotykają płyty.
Pogłos typu plate charakteryzuje się jasnym, lekko metalicznym brzmieniem. Sprawdza się szczególnie w muzyce pop. Najczęściej jest używany do ścieżek wokalnych i perkusyjnych (użyty do śladu werbla może dodać mu głębi i charakteru, bez efektu nadmiernego pogłosu)[10].

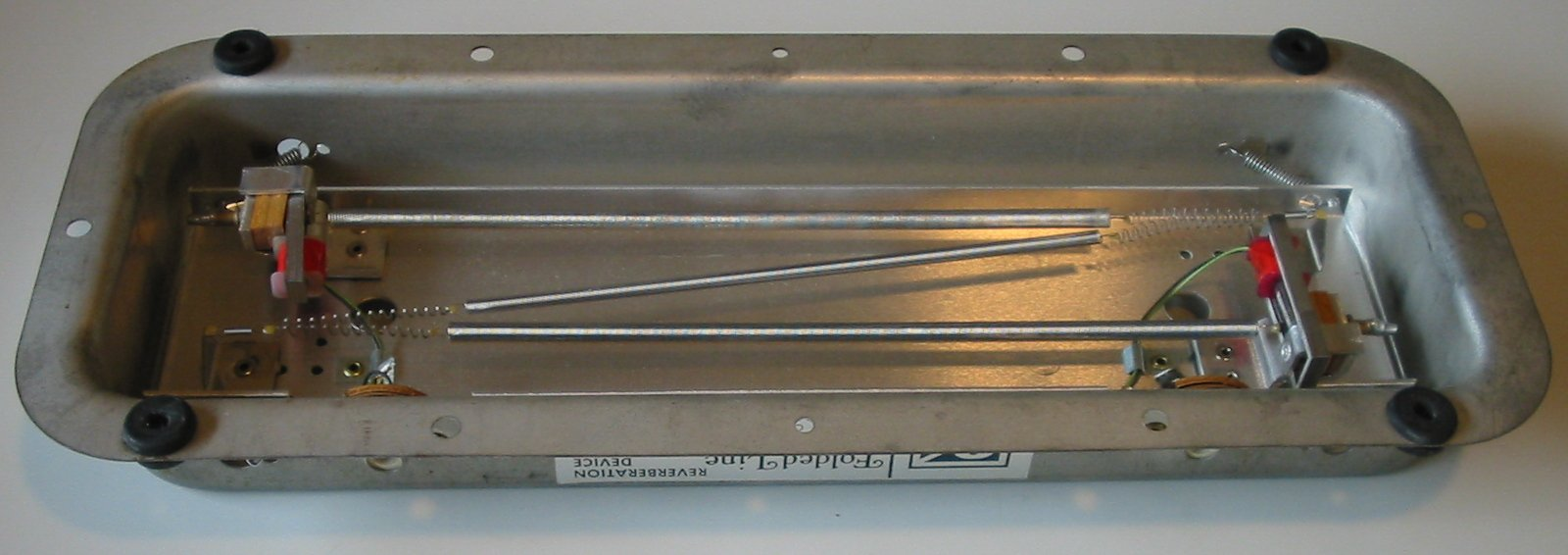
Zagięta sprężyna śrubowa we wnętrzu pogłosu sprężynowego

- Pogłos sprężynowy (ang. spring reverberator) – urządzenie, którego konstrukcja jest oparta na sprężynie, wprawianej w drgania przez przetwornik elektromechaniczny (podobnie jak w pogłosie płytowym). Na drugim końcu sprężyny znajduje się przetwornik, zamieniający drgania w sygnał foniczny.
Dawniej pogłosy sprężynowy były często wykorzystywane podczas półprofesjonalnej rejestracji dźwięku ze względu na niewielkie koszty i mały rozmiar urządzenia. Są często stosowane we wzmacniaczach gitarowych. Muzycy wykorzystują czasami pogłos sprężynowy do generowania efektów specjalnych poprzez uderzanie bądź potrząsanie urządzeniem.
- Procesor pogłosowy (ang. digital reverberator) – urządzenie oparte na cyfrowym przetwarzaniu dźwięku. Proste algorytmy pogłosowe wykorzystują sprzężenie zwrotne w postaci wieloodczepowej linii opóźniającej, dzięki czemu generują dużą liczbę zanikających powtórzeń dźwięku źródłowego. Bardziej zaawansowane algorytmy emulują czasową i częstotliwościową charakterystykę rzeczywistych pomieszczeń (na podstawie wymiarów, współczynników pochłaniania i innych parametrów).
- Pogłos splotowy (ang. convolution reverb) – w tym przypadku generowanie pogłosu odbywa się na drodze operacji cyfrowego splotu dźwięku wejściowego z odpowiedzią impulsową danego pomieszczenia. Aby uzyskać odpowiedź impulsową, należy wygenerować w konkretnym pomieszczeniu (np. kościele, teatrze czy też studiu) szerokopasmowy sygnał i nagrać go w trybie mono lub stereo razem z aurą pogłosową tego pomieszczenia[11].

### Parametry procesorów pogłosowych
Procesory pogłosowe wysokiej klasy mają możliwość regulacji wielu parametrów, która pozwala na uzyskanie określonego efektu brzmieniowego.
- Damping (tłumienie). Jeśli w pomieszczeniu, w którym rozchodzi się dźwięk dominują twarde powierzchnie, „ogon” pogłosu będzie brzmiał jasno i dość twardo. Miękkie elementy pomieszczenia (takie jak dywany, kotary) oraz publiczność powodują pochłanianie wysokich częstotliwości, w efekcie czego uzyskuje się cieplejsze, ciemniejsze brzmienie pogłosu[12].
- High/low frequency attenuation (tłumienie wysokich/niskich częstotliwości) – parametry te określają pasmo częstotliwości przechodzących przez pogłos. Jeśli efekt brzmi zbyt metalicznie, zmniejsza się poziom wysokich tonów, poczynając od 4–8 kHz. Wiele cenionych przez realizatorów pogłosów płytowych tłumi częstotliwości powyżej 5 kHz, więc nie zawsze są one potrzebne dla zachowania dobrego brzmienia. Tłumienie niskich częstotliwości pomaga w redukcji dudniącego, zamulonego brzmienia. Dla przykładu jeśli w materiale źródłowym występuje gitara basowa i bębny, które powodują powstawanie nieciekawych efektów brzmieniowych pogłosu w niskich rejestrach, warto zredukować częstotliwości poniżej 100–200 Hz[12].
- Diffusion (rozproszenie pierwszych odbić). Parametr ten reguluje gęstość występowania pierwszych odbić. Jego zwiększenie wytłuszcza brzmienie pogłosu. Małą wartość dyfuzji stosuje się w przypadku wokali i padów klawiszowych. Dużą dla instrumentów perkusyjnych. W niektórych urządzeniach/programach jest możliwość niezależnej regulacji dyfuzji dla „ogona” pogłosowego[12].
- Room size (wielkość pomieszczenia). Jeśli brzmienie pogłosu staje się rezonujące w odniesieniu do niektórych częstotliwości, zmiana tego parametru może znacząco poprawić sytuację[12].
- Decay time (czas zanikania). Parametr określa jak długo trwają odbicia, dopóki nie wytracą swej energii[12].
- Predelay (wstępne opóźnienie). Opóźnienie, po którym pogłos zostanie nałożony na „suchy” dźwięk. Niektóre pogłosy mają możliwość niezależnej regulacji opóźnienia wstępnego pierwszego odbicia i „ogona” pogłosowego. W przypadku symulacji rzeczywistych przestrzeni ten pierwszy powinien być krótszy niż drugi. Zwiększenie opóźnienia wstępnego daje wrażenie większej przestrzeni[12].
- Reverb density (nasycenie pogłosu).
- Early reflection level (poziom pierwszych odbić).
- High-frequency/Low-frequency decay (zanikanie wysokich/niskich częstotliwości). Wydłużenie zanikania niskich częstotliwości kreuje bardziej masywne brzmienie. Zwiększenie czasu wybrzmiewania wysokich częstotliwości nie ma swojego odpowiednika wśród naturalnie uzyskiwanych pogłosów, ale brzmi bardzo dobrze w przypadku wokali, ponieważ zwiększa nośność zgłosek odpowiedzialnych za czytelność[12].